# بونيفاكيوس
بونيفاكيوس (مات 432)، الحاكم الروماني لمحافظة أفريقيا والذي يعتقد عموما أن دعا الوندال إلى ذلك الإقليم في انتقام من أعمال غالا بلاسيديا العدائية، التي كانت تحكم بالنيابة عن ابنها الإمبراطور فالنتينيان الثالث (428-429). وقد نسب بروكوبيوس ذلك العمل إلى منافسه أيتيوس، لكن المصادر الأسبق تتكلم عن شخص معين يدعى فيليكس وكان كبير وزراء بلاكيديا، والذي افترى على بونيفاكيوس. سواء كان قد دعا الوندال حقا أم لا، فلا شك بأنه انقلب عليهم بعد وقت قصير ودافع عن مدينة هيبو ريغيوس (عنابة) بشجاعة من هجماتهم. وفي عام 432 عاد إلى إيطاليا، وتلقى الحظوة من بلاكيديا وعين سيد العسكر. ولكن أيتيوس استاء من ترقيته، فاجتمع المنافسان، ربما في قتال فردا لفرد، ورغم أن بونيفاكيوس خرج من المعركة منتصرا فقد تلقى جرحا من المعركة والذي مات بسببه بعد ثلاثة أشهر.
نوقشت المصادر الموجودة عن التاريخ الغامض والمبهم لهذه الأحداث بشكل جيد من قبل إدوارد أغسطس فريمان في مقالة في المراجعة التاريخية الإنجليزية، يوليو 1887. كما يظهر أيضا في تاريخ ضعف وسقوط الإمبراطورية الرومانية بقلم إدوارد جيبون.